# Johan von Beijer
Johan von Beijer, född den 10 maj 1606 i Berlin, död den 13 september 1669 i Stockholm, var en svensk ämbetsman.

## Biografi

### Privatliv
Beijer var av tysk härkomst. Han gifte sig 3 oktober 1641 i Stockholm med Margareta Weiler (1625–1675). Hon var dotter till assessorn i Bergskollegium Hans Weiler och Brita Mårtensdotter. De fick tillsammans barnen Anna Maria von Beijer (1643–1649), Regina Elisabet von Beijer (1644–1679) som var gift med revisionssekreteraren Mårten Brenner i Stockholm, direktören Johan Gustaf von Beijer (1646–1705), Margareta von Beijer (1648–1732) som var gift med underlagmannen Olof Stiernhöök, hovintendenten Zacharias Rehnberg och landshövdingen Mårten Lindhielm, Adolf von Beijer (1649–1654), Helena von Beijer (1651–1675) som var gift med presidenten Johan Stiernhöök, överstelöjtnanten Joakim Christian von Beijer (1652–1705), Maria Christina von Beijer (född 1653), Anna Beata von Beijer (1654–1655), Christina Maria von Beijer (1655–1682) som var gift med hovkanslern Georg Fredrik von Snoilsky, Maria Eufrosyne von Beijer (1657–1686) som var gift med kammarherren Gustaf von Snoilsky, Christina Regina von Beijer (1662–1719) som var gift med hovjunkaren Johan Ernst von Snoilsky och översten Carl Ludolph Leijonsten, Juliana von Beijer (född 1664) och Johan von Beijer.

### Fastigheter
Beijer hade bostad på flera adresser vid Storkyrkobrinken i Stockholm, bland annat i Beijerska huset i nummer 4 och det gamla apotekshuset i nummer 3. Han ägde även två tomter på Södermalm, Beijerska malmgården och den betydligt större Beijerska trädgården, där han uppförde ett stenhus, båda utmed Götgatan.

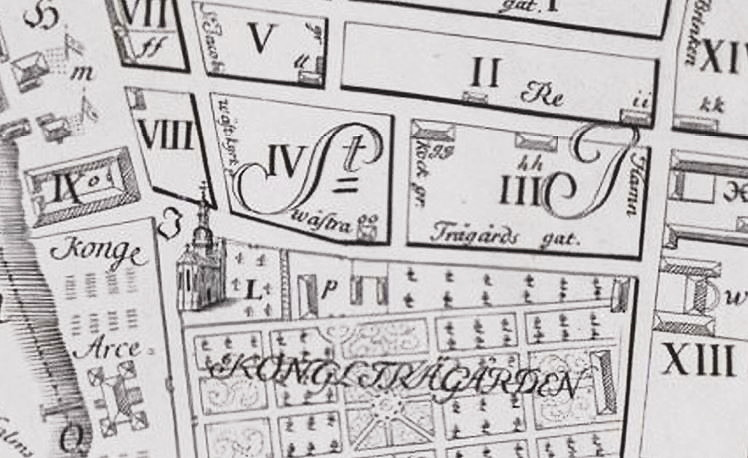
Petrus Tillaeus' karta över Västra Trädgårdsgatan sett från öster. Stockholms stadsarkiv.

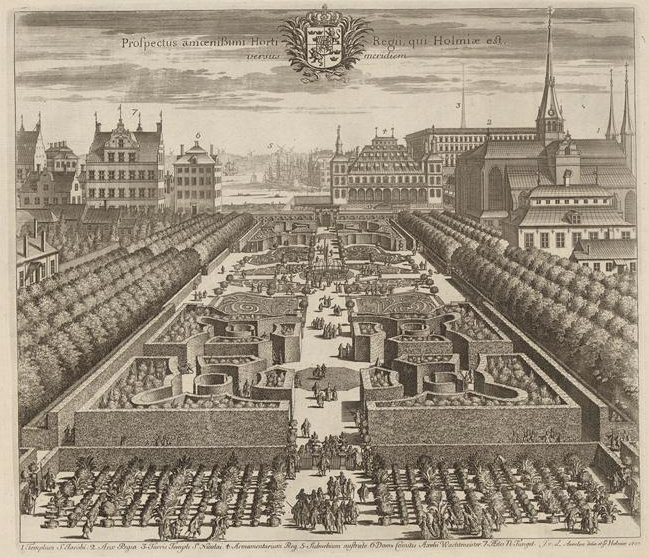
Kungsträdgården i Suecia Antiqua år 1700. Västra Trädgårdsgatan går till höger parallellt med Kungsträdgården. Kopparstick av Jan van den Aveelen. Kungliga biblioteket.

På 1650-talet förvärvade Johan von Beijer de båda tomterna på Västra Trädgårdsgatan mellan bokhållaren Anders Bohms hus och prästgården vid Sankt Jakobs kyrka. Därmed hade man vunnit dessa tomter för en övergång till den gedignare byggnadstyp, som tiden då eftersträvade. Det var nämligen von Beijer som av allt att döma här byggde de båda stenhus, som sedermera efter den del utvidgningar och omredningar stod kvar såsom ett hus ända till år 1912, då Ränte- och Kapitalförsäkringsanstalten uppförde en alldeles ny byggnad här, det hus som senare blev Stockholms handelskammares hus med adress på Västra Trädgårdsgatan nummer 9 på Norrmalm. Stockholms handelskammare hade sedan sina lokaler i fastigheten under åren 1927-2012, i 85 år. Men Johan von Beijer nödgades snart nog lämna ifrån sig sina gårdar på grund av skuld och han gjorde nog inte så stora vinster på sin näring. År 1654 pantsatte han två hus vid Trädgårdsgatan för ett lån på 4000 rdr sp. till sekreteraren Andreas Gyldenklou (1602-1665), en bekant professor, diplomat och ämbetsman, som hade vidsträckta egendomsaffärer och som samma år avyttrade ett stenhus, som han hade byggt på en donerad tomt på Helgeandsholmen. Tomten på Helgeandsholmen hade han erhållit 1645 av drottning Kristina och där lät han uppföra ett palats, som han dock redan 1654 sålde till Per Brahe. Johan Beijer hade redan dessförinnan av Gyldenklou fått en försträckning på 1000 dukater. Försträckning i form av pengar är vanligast och ofta betalas ränta som ersättning. Andreas Gyldenklou fick överta de båda husen, som var värderade till sammanlagt 7 200 rdr, då skulden inte betalades. Efter år 1666, året efter Gyldenklous död, erhöll hans arvingar fasta på egendomen. Men inte ens nu räckte det till skuldens avbetalning. Efter Beijers död 1669 väckte de Gyldenklouska arvingarna åtal och gjorde anspråk även på ett hus vid Kindstugatan. Processen drog ut på tiden i åratal, som ofta vid denna tid, och först på 1680-talet tycks förlikning ha kommit till stånd. De Beijerska gårdarna behölls av de Gyldenklouska arvingarna i många år.

### Karriär
Beijer rekryterades av rikskanslern Axel Oxenstierna 1632 eller 1633. Han arbetade först som kanslist hos Oxenstierna i Tyskland men flyttade år 1636 till Sverige. Oxenstierna befordrade honom 1637 till sekreterare i Kommerskollegium och 1642 till rikspostmästare, vilket innebar förvaltningen av postväsendet såväl i det egentliga Sverige som i provinserna. Det svenska postverket var vid den här tiden en nyskapelse, och breven befordrades mellan stationerna av löpande postdrängar. Beijer införde dock flera förbättringar, bland annat ridande postbud efter de större postlinjerna. Som postmästare fick han även i uppdrag att införskaffa och förmedla nyheter från utlandet, och blev därigenom den förste att utge en svensk tidning: 1643 och 1644 enstaka extraktskrivelser och från 1645 Ordinari Post Tijdender. 
En underlighet inträffade 1653 då drottning Kristina gav tjänsten som rikspostmästare i förläning till riksrådet friherre Wilhelm Taube samtidigt som Johan Beijer fått förnyat förordnande i ytterligare två år, det vill säga till 1655. Att Beijer förlorade tjänsten som rikspostmästare är underligt på flera sätt. Missnöjd med hans tjänster var man definitivt inte, det visar bland annat att han sedan Taube övertagit tjänsten blev adlad. År 1653 vistades Beijer i tre månader i Tyskland för att kurera en sviktande hälsa. Men när han återvänder är han i full vigör och det är knappast heller detta som föranlett chefsombytet. Därefter inledde en långvarig schism mellan Beijer och Taube. Den 9 juli 1655 bestämde Karl X Gustav att återinsätta Beijer som generalpostmästare. Men eftersom han inte fullgjorde sina ekonomiska förpliktelser så avsattes han igen den 8 maj 1658 och Taube var åter chef för postväsendet.
År 1660 ordnade Beijer en egen privat post vilken var snabbare än den ordinarie svenska posten. Beijers post utnyttjades mycket av köpmän och väckte mycken irritation hos Wilhelm Taube som förlorade inkomster och klagade hos regeringen. Men trots Wilhelm Taubes klagomål anlitades Beijers post av personer i hög ställning. Så anlitade till exempel drottning Kristina Beijers post när hon 1661 var på besök i Sverige. Taube var nu sjuklig och avgick den 13 september 1661, redan följande år avled han. 
Nu skrev Beijer, den 20 december 1662, ett nytt avtal med kronan om arrende av postväsendet, bortsett från Östersjöprovinserna och de tyska provinserna. Beijer utnämndes den 15 december 1668 till hovråd och därmed upphörde hans postarrende. Samtidigt flyttades postväsendets högsta administration från Stockholms postkontor till kanslikollegiet. Beijer kvarstod dock som postmästare för Stockholms postkontor fram till sin död den 13 september 1669.